# Noctubourgognea frigida
Noctubourgognea frigida är en fjärilsart som beskrevs av Paul Mabille 1885. Noctubourgognea frigida ingår i släktet Noctubourgognea och familjen nattflyn. Inga underarter finns listade i Catalogue of Life.